# I'm Gonna Show You Crazy
«I'm Gonna Show You Crazy» es el segundo sencillo del EP debut de Bebe Rexha titulado I Don't Wanna Grow Up. Se estrenó el 19 de diciembre de 2014 a través de Warner Records.

## Antecedentes y composición
Después de las apariciones en álbumes de Pitbull (Globalization) y David Guetta (Listen),  Rexha trabajó en su sencillo debut «I Can't Stop Drinking About You» lanzado a principios de 2014.
El 8 de diciembre, Rexha lanzó una demostración de una canción llamada «Cry Wolf», se rumoreaba que era un sencillo nuevo, y presentaba un coro contundente de «Eres tan malo, sí, lo entiendo, hiciste tu cama ahora descansa en eso. ¡Corre y llora lobo!», sin embargo, cuatro días después, se anunció que «I'm Gonna Show You Crazy» sería el próximo sencillo, junto con el lanzamiento de un pequeño adelanto. Se estrenó oficialmente el 19 de diciembre de 2014.

## Crítica y recepción
Bradley Stern de MuuMuse le dio a la canción una crítica positiva, diciendo que es «increíblemente buena». Él dijo: «El desafío escrito en toda la pista es absolutamente delicioso, ya que Bebe se abre paso entre los ritmos de batería y los sintetizadores».
Kevipod de Direct Lyrics dijo: "Nuestra nueva chica favorita de Brooklyn acaba de lanzar una canción asesina digna de estar en alta rotación en las radios Top 40 y en el Top 20 en el Billboard Hot 100 (¡al menos!). Añadió además que el tema tiene una increíble producción de pop-dance y un coro increíblemente pegadizo.

## Vídeo musical
El 25 de febrero de 2015 se lanzó una versión acústica de la canción. El clip ve a la cantante derramando lágrimas y arremetiendo mientras grita poderosamente la canción sobre un rasgueo de guitarra acústica. El video principal fue lanzado el 21 de abril de 2015 y fue dirigido por Hannah Lux Davis. 

## Presentaciones en vivo
Rexha interpretó la canción en el Vans Warped Tour 2015 junto con su sencillo anterior «I Can't Stop Drinking About You», «The Monster», «Take Me Home» y «Pray».

## Posicionamiento en listas
| Listas (2014)                             | Mejor posición |
| ----------------------------------------- | -------------- |
| Eslovaquia (Single Top 100)               | 17             |
| Finlandia (Suomen virallinen lista)       | 17             |
| Noruega (VG-lista)                        | 17             |
| República Checa (Singles Digitál Top 100) | 14             |
| Suecia (Sverigetopplistan)                | 30             |